# Aliance leteckých společností
Aliance leteckých společností nebo aliance aerolinií je uskupení dvou a více spolupracujících leteckých společností po dohodě v komerčním letectví. Aliance aerolinií může poskytnout marketingové značky s cílem usnadnit cestovatelům přestupy pomocí codesharové dohody a sjednocení rezervačních systémů, rozšířit počet destinací a leteckou síť, globalizaci a distribuci služeb. Jednotlivé letecké aliance mohou mít i charakteristické zbarvení letadel. Zásadou je, že jednotlivé členské společnosti poskytují služby v určitém regionu a vzájemně na sebe navazují, v praxi si mohou často i konkurovat. Konkrétní letecká společnost může být členem jen jedné aliance. Tento typ spolupráce se poprvé objevil v roce 1997, kdy vznikla Star Alliance. Vznik aliancí umožnila liberalizace a deregulace letecké dopravy a jejich cílem je hlavně posílit ekonomickou váhu a konkurenceschopnost členských společností. Složení aliancí není stabilní, několikrát do roka se může měnit; některé společnosti z aliancí vystupují, případně přestupují do jiné aliance, ponejvíce však do nich vstupují noví členové, pokud splňují požadovaná kritéria.
V roce 2016 byla největší aliance aerolinií Star Alliance, následovaná SkyTeamem a poté aliancí Oneworld, mezi další patří Vanilla Alliance, U-FLY Alliance nebo Value Alliance.

## Výhody

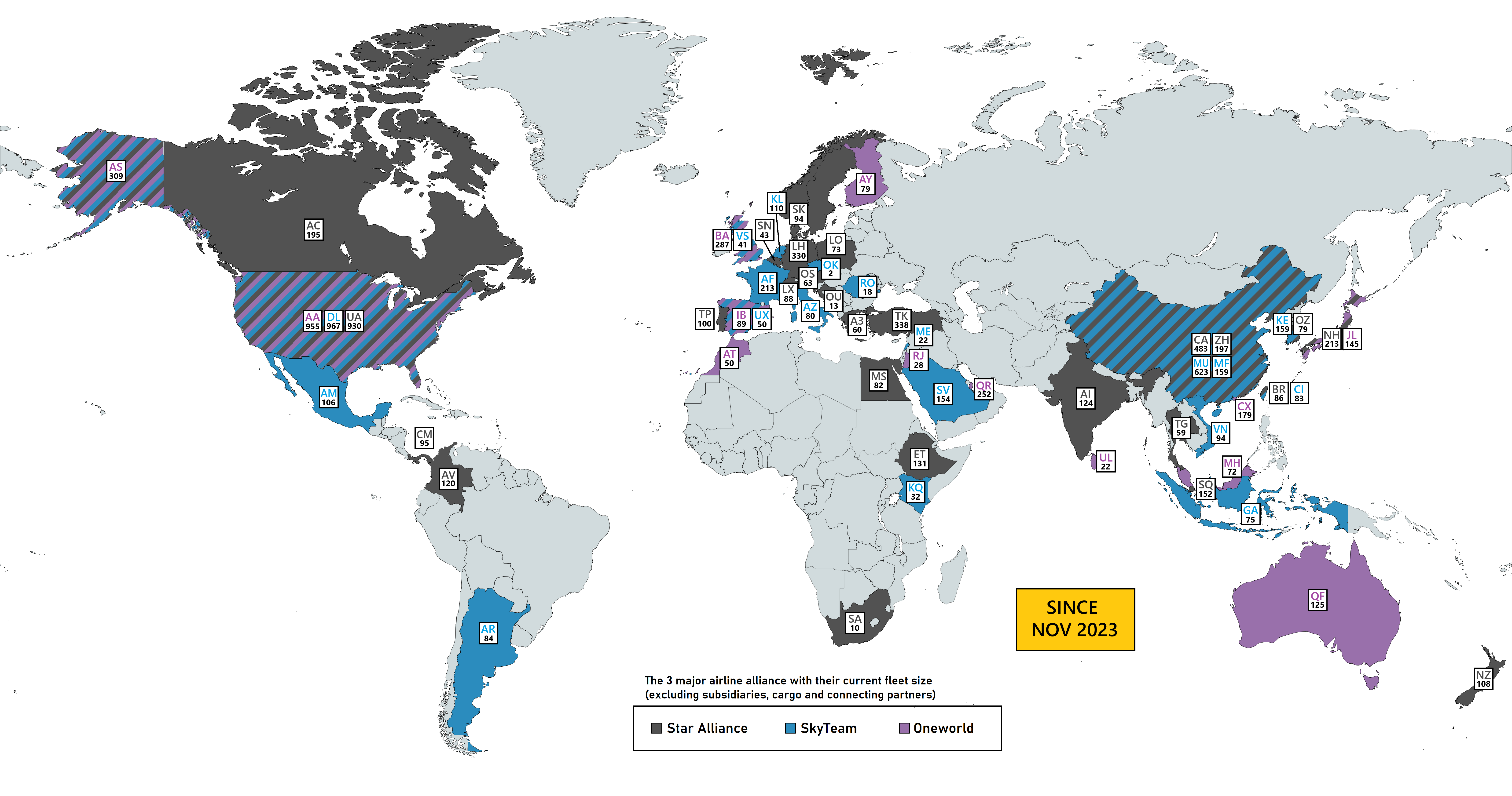
Mapa zobrazuje, v jakých aliancích byly vlajkové letecké společnosti jednotlivých zemí v roce 2023

### Pro cestující
Letecké aliance přináší pro cestující následující výhody:
- větší letecká síť s větším počtem destinací a jejich propojenosti, cestující si může koupit jen jednu letenku při letu s více aeroliniemi[4]
- více leteckých frekvencí
- možnost připojení do tzv. Frequent Flyer Programu (FFP), kdy se sčítají míle nalétané v alianci a cestující s nimi může různě naložit

### Pro letecké společnosti
Letecké aliance přináší pro letecké společnosti následující výhody:
- sdílení postupů např. v oblasti informačních systémů[4]
- kooperace různých poskytovaných služeb a provozního zajištění leteckého provozu
- urovnání cen
- společný nákup i sdílené prostory na jednotlivých letištích
- snížené náklady v přepravě

## Galerie
Zbarvení tří největších aliancí leteckých společností; zleva: SkyTeam, Star Alliance a Oneworld; zleva: na letadlech společností KLM (B773), ANA (B772) a Qatar Airways (B773).

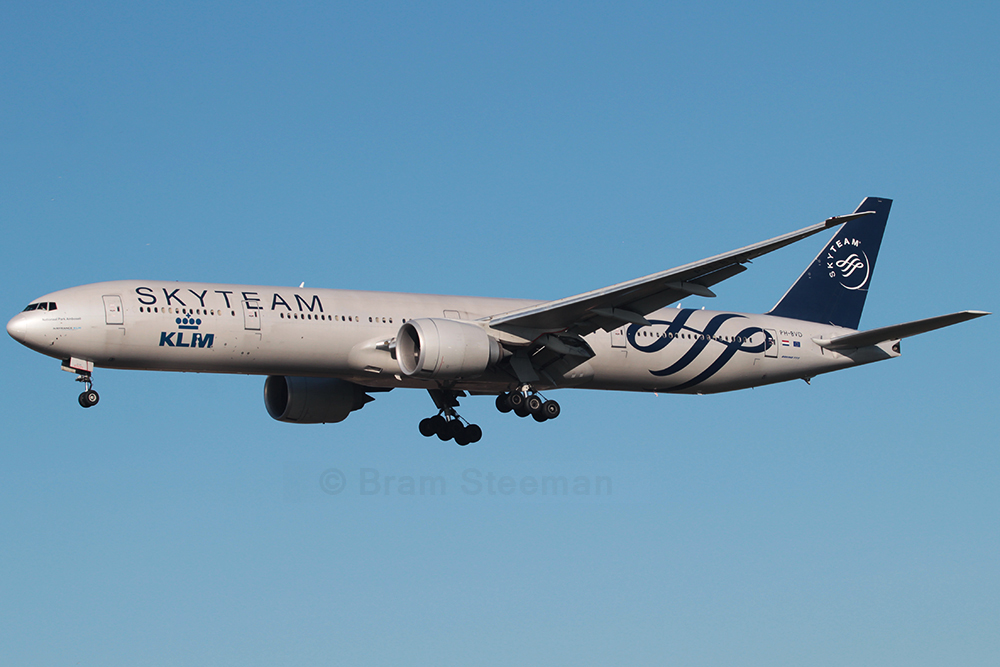
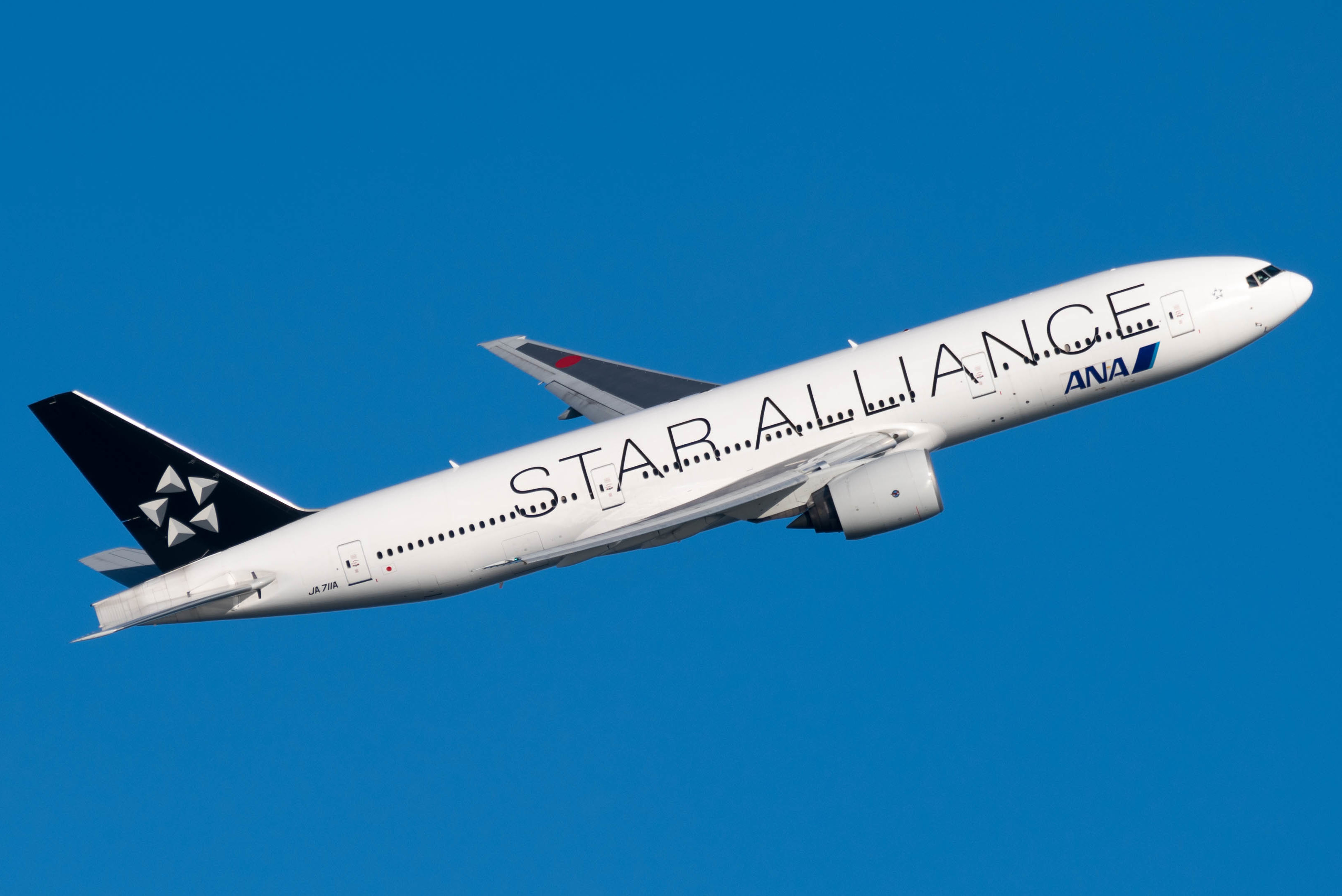
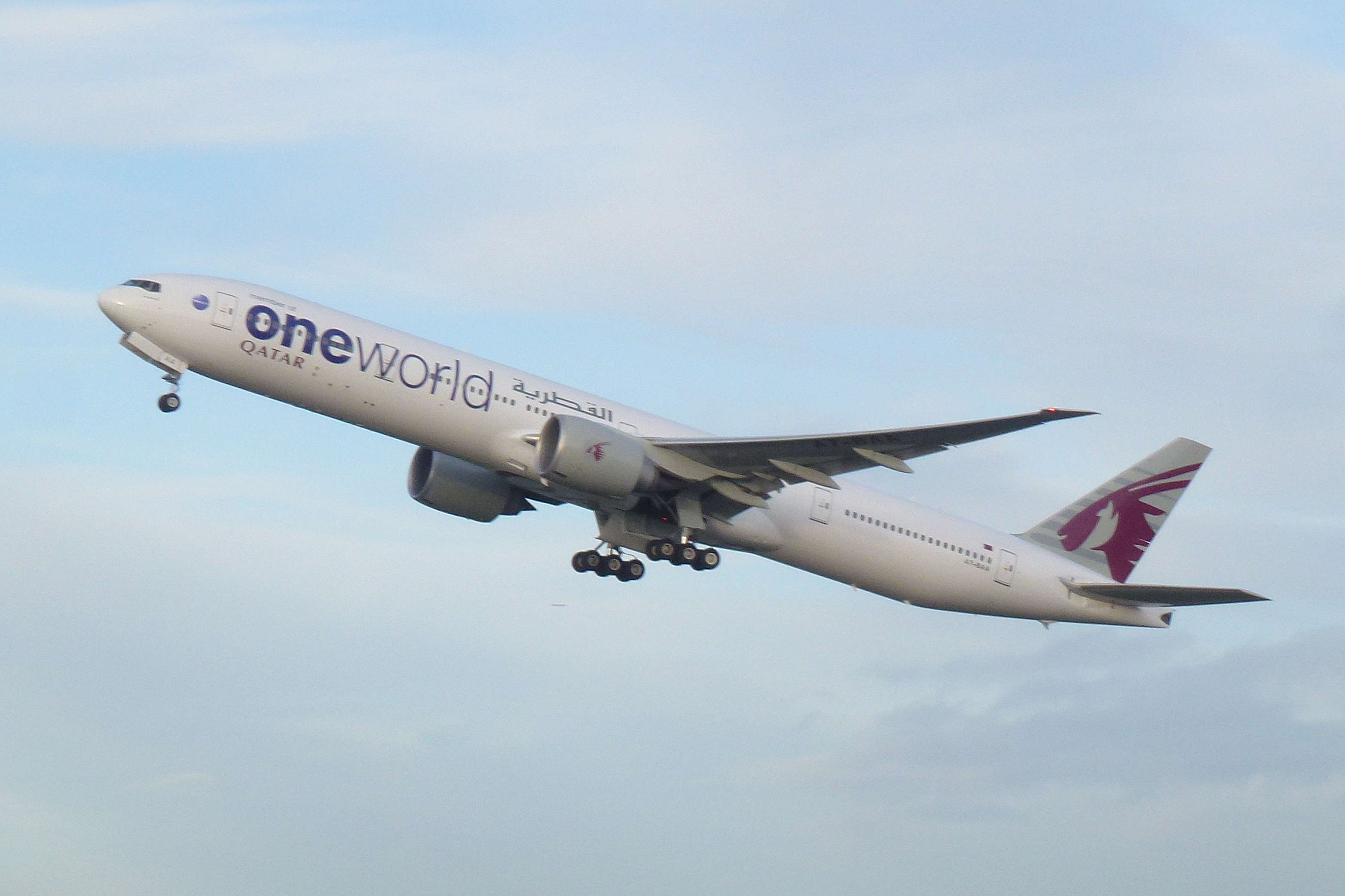